# 膜颖早熟禾
膜颖早熟禾（学名：Poa membranigluma）为禾本科早熟禾属下的一个种。